# یواس‌اس فلاسر (دی‌دی-۳۶۸)
یواس‌اس فلاسر (دی‌دی-۳۶۸) (به انگلیسی: USS Flusser (DD-368)) یک کشتی بود که طول آن ۱۰۴٫۰۴ متر (۳۴۱٫۳ فوت) بود. این کشتی در سال ۱۹۳۵ ساخته شد.